# Lieux du Nouveau Testament associés à Jésus

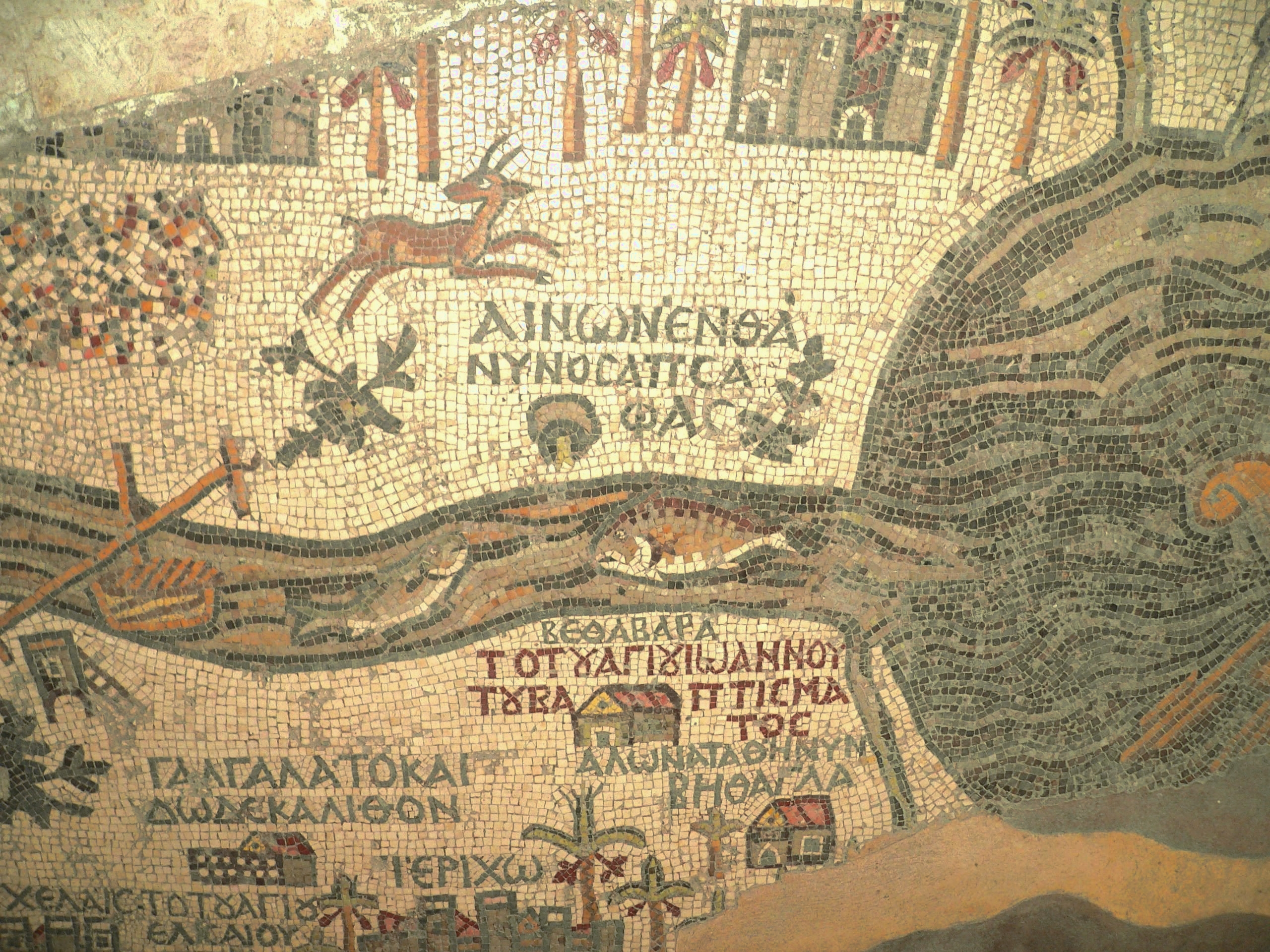
Sur une partie d'architecture byzantine, la Carte de Madaba montrant Béthabara (Βέθαβαρά) sur le Jourdain.

Le récit du Nouveau Testament sur la vie de Jésus fait référence à un certain nombre d'endroits en Terre Sainte et à une fuite en Égypte. Dans ces récits, les principaux lieux du ministère de Jésus sont la Galilée et la Judée, des activités se déroulant également dans les régions environnantes telles que la Pérée et la Samarie.
D'autres lieux d'intérêt pour les érudits incluent des endroits tels que Caesarea Maritima où, en 1961, la pierre de Pilate a été découverte comme le seul élément archéologique qui mentionnait le préfet romain Ponce Pilate, par l'ordre duquel Jésus a été crucifié,.
Le récit du ministère de Jésus dans les évangiles est généralement séparé en sections de nature géographique : son ministère galiléen suit son baptême et se poursuit en Galilée et dans les environs jusqu'à la mort de Jean le Baptiste,. Cette phase des activités dans la région de Galilée prend fin approximativement dans l'évangile de Matthieu 17 (en) et l'évangile de Marc 9 (en).
Après la mort du Baptiste et la proclamation de Jésus comme Christ par Pierre, son ministère continue tout au long de son voyage final vers Jérusalem à travers la Pérée et la Judée,. Le voyage se termine par son entrée triomphale à Jérusalem dans l'évangile de Matthieu 21 (en) et l'évangile de Marc 11 (en). La dernière partie du ministère de Jésus se déroule alors pendant sa dernière semaine à Jérusalem qui se termine par sa crucifixion.

## Géographie et ministère

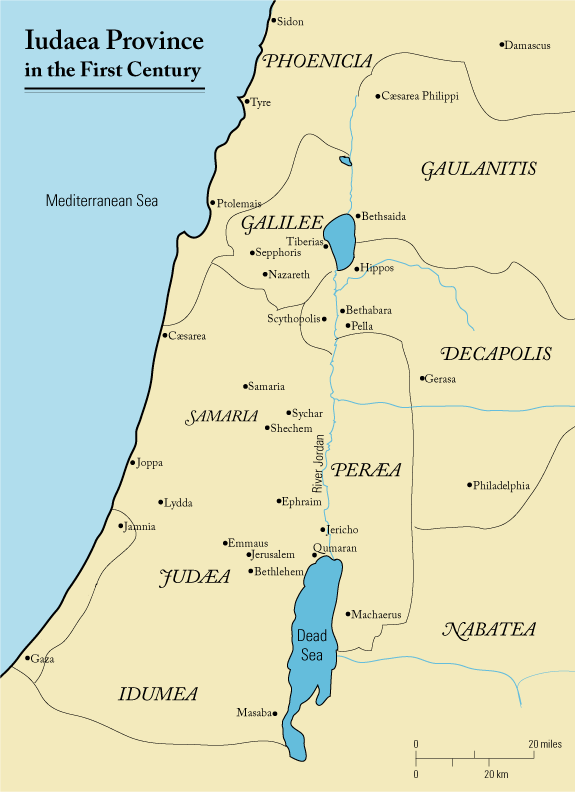
La Galilée, la Pérée et la Judée au temps de Jésus.

Dans les récits du Nouveau Testament, les principaux emplacements du ministère de Jésus sont la Galilée et la Judée, avec des activités se déroulant également dans les régions environnantes telles que la Pérée et la Samarie,.
L'évangile, récit du ministère de Jésus, est traditionnellement séparé en sections qui ont une nature géographique.

### Ministère galiléen
Le ministère de Jésus commence quand, après son baptême, il retourne en Galilée et prêche dans la synagogue de Capharnaüm,. Les premiers disciples de Jésus le rencontrent près de la mer de Galilée et son ministère galiléen ultérieur comprend des épisodes clés tels que Sermon sur la montagne (avec les Béatitudes) qui forment le cœur de ses enseignements moraux,. Le ministère de Jésus dans la région de Galilée prend fin avec la mort de Jean-Baptiste,.

### Voyage à Jérusalem

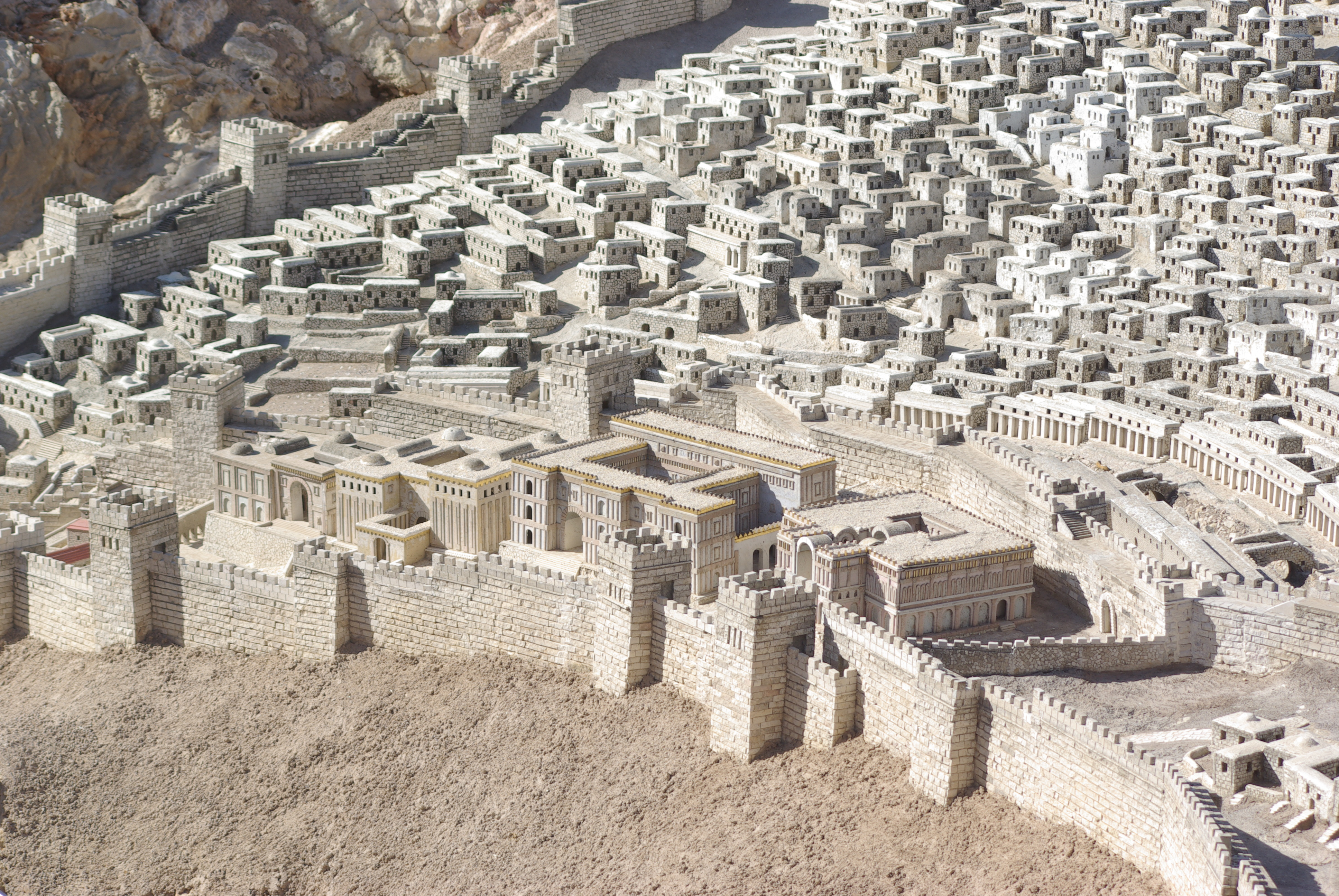
Reconstitution de la ville de Jérusalem à l'époque de Jésus. Vue de l'enceinte fortifiée dans le secteur de l'Ophel.

Après la mort de Baptiste, environ à mi-chemin des évangiles (Matthieu 17 et Marc 9), deux événements clés se produisent qui changent la nature du récit. Jésus commence alors la révélation progressive de son identité à ses disciples : sa proclamation comme Christ par Pierre et sa transfiguration,. Après ces événements, une bonne partie des récits évangéliques traitent du dernier voyage de Jésus à Jérusalem à travers la Pérée et la Judée,,,. Alors que Jésus se dirige vers Jérusalem via la Pérée, il retourne dans la région où il a été baptisé,,.

### Dernière semaine à Jérusalem
La dernière partie du ministère de Jésus (Matthieu 21 et Marc 11) commence avec son entrée triomphale à Jérusalem, après l'épisode de la résurrection de Lazare qui a lieu à Béthanie. Les évangiles fournissent plus de détails sur la partie finale que les autres périodes, consacrant environ un tiers de leur texte à la dernière semaine de la vie de Jésus à Jérusalem qui se termine par sa crucifixion.

### Apparitions post-résurrection
Les récits du Nouveau Testament des apparitions de Jésus après sa résurrection et de son ascension les situent à la fois en Judée et en Galilée.

## Emplacements

### Galilée

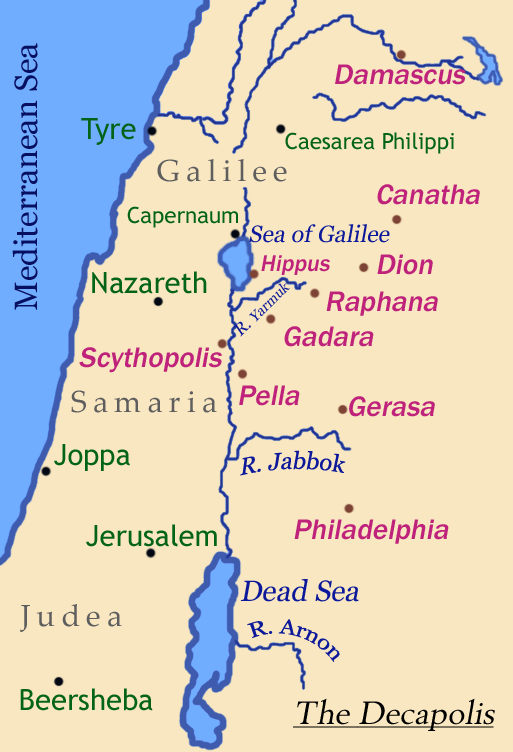
Carte de la Galilée, de la Décapole et de la Samarie.

- Bethsaïde : Marc 8:22-26 inclut le récit de la guérison de "l'aveugle de Bethsaïde"[19].
- Cana : Jean 2 :1-11 inclut les Noces de Cana comme le premier miracle accompli par Jésus[20],[21].
- Capharnaüm : La péricope de Jésus dans la synagogue de Capharnaüm correspond au début du ministère public de Jésus dans le récit du Nouveau Testament[8]. Capharnaüm est mentionné dans les évangiles à plusieurs reprises et d'autres épisodes tels que la Guérison d'un paralytique de Capharnaüm s'y déroulent[22].
- Chorazin : Dans Matthieu 11 :23 et Luc 10 :13-15, ce village de Galilée, qui n'existe plus, apparaît dans le contexte du rejet de Jésus.
- Génésareth : Cette ville, qui n'existe plus non plus, se trouvait sur la rive nord-ouest du lac de Galilée (également appelé lac de Génésareth). L'historien du Ier siècle Flavius Josèphe se réfère à la région comme ayant un sol très riche[23]. La ville était peut-être à mi-chemin entre Capharnaüm et Magdala[24]. La ville apparaît dans l'épisode de la guérison de Jésus au pays de Génésareth dans Matthieu 14: 34-36 et Marc 6: 53-56.
- Mont de la Transfiguration : L'emplacement exact de la montagne pour la Transfiguration de Jésus est débattu parmi les érudits, et des emplacements tels que le mont Thabor ont été suggérés[25].
- Naïn : La péricope du jeune homme de Naïn apparaît dans Luc 7:11-17[26]. C'est le premier des trois exemples dans les évangiles canoniques dans lesquels Jésus ressuscite les morts.
- Nazareth : Dans les évangiles, Nazareth est l'endroit où le jeune Jésus a grandi et où l'épisode de la découverte au temple a eu lieu[27].
- Mer de Galilée : Ce lac figure en bonne place tout au long du récit du Nouveau Testament, du début du ministère de Jésus à la fin. La rencontre avec les premiers disciples de Jésus a lieu sur les rives de ce lac[28],[29]. Vers la fin du récit, dans le deuxième épisode de la pêche miraculeuse, Jésus ressuscité apparaît à nouveau à ses apôtres[30],[31].

### La Décapole et la Pérée
- Bethabara : L'Évangile selon Saint Jean (Jean 1:28) déclare que Jean-Baptiste baptisait à "Béthanie-au-delà-du-Jourdain"[32]. Ce n'est pas le village de Béthanie juste à l'est de Jérusalem, mais la ville de Béthanie, également appelée "Béthabara en Pérée"[33]. Une interprétation différente place Betahbara sur la rive opposée, occidentale du Jourdain, en Judée plutôt qu'en Pérée. La plus connue d'entre elles est la carte de Madaba, qui place Betahbara sur le côté ouest actuel d'Al-Maghtas, officiellement connu sous le nom de "Qasr el-Yahud".
- La Décapole : La Guérison du sourd-muet de la Décapole a lieu dans cette zone[34].
- Gerasa (également Gergesa ou Gadara) est le lieu de l'épisode du démoniaque Gerasene dans Marc 5: 1-20, Matthieu 8: 28-34 et Luc 8: 26-39[35].

### Samarie
- Ænon : L' Évangile de Jean (3:23) fait référence à Enon près de Salim comme le lieu où Jean le Baptiste a effectué des baptêmes dans le Jourdain, "parce qu'il y avait beaucoup d'eau là-bas"[32],[33].
- Césarée (Césarée Maritima) : Cette ville portuaire est le lieu de la découverte en 1961 de la pierre de Pilate, le seul élément archéologique qui mentionne le préfet romain Ponce Pilate, par l'ordre duquel Jésus a été crucifié[2],[3],[36].
- Sychar : La rencontre avec la femme samaritaine au puits dans Jean 4:4-26 a lieu à Sychar en Samarie près du puits de Jacob[37]. C'est l'emplacement du discours sur l'eau de la vie dans Jean 4:10-26[38].

### Judée
- Béthanie (près de Jérusalem) : L'épisode de la Résurrection de Lazare, peu de temps avant que Jésus n'entre pour la dernière fois à Jérusalem, a lieu à Béthanie[39].
- Béthanie-au-delà-du-Jourdain dans Jean 1:28 fait référence à une autre Béthanie, de l'autre côté du Jourdain à Pérée, c'est-à-dire Béthabara[33]. Il est traditionnellement identifié avec le site connu sous le nom d'Al-Maghtas sur la rive est du Jourdain, tandis que la carte de Madaba le place sur la rive ouest à l'actuel Qasr el Yahud.
- Bethesda : Dans Jean 5:1-18, l'épisode de la guérison d'un paralytique à Bethesda a lieu à la piscine de Bethesda à Jérusalem[40].
- Bethléem : L'Évangile de Luc (2 :1-7) déclare que la naissance de Jésus a eu lieu à Bethléem[41],[42].
- Bethphagé est mentionné comme le lieu d'où Jésus envoya les disciples chercher un âne pour l'entrée triomphale à Jérusalem. Matthieu 21:1, Marc 11:1 et Luc 19:29 le mentionne comme proche de Béthanie[43],[44]. Eusèbe de Césarée (Onomasticon 58:13) l'a localisé sur le Mont des Oliviers[44].
- Calvaire (Golgotha) : Calvaire est le terme latin pour Golgotha, la traduction grecque du terme araméen désignant le lieu du crâne - le lieu de la crucifixion de Jésus décrit dans le Nouveau Testament[45].
- Emmaüs : Dans l'épisode d'apparition du Chemin d'Emmaüs dans Luc 24:13-32, Jésus ressuscité apparaît à deux disciples et dîne avec eux[46],[47].
- Gabbatha (Lithostrôtos) : Cet endroit n'est référencé qu'une seule fois dans le Nouveau Testament dans Jean 19 :13[48],[49]. Il s'agit d'un terme araméen qui fait référence au lieu du procès de Jésus par Ponce Pilate et le nom grec de Lithostrôtos (λιθόστρωτος) qui signifie pavé de pierres s'y réfère également. C'était probablement une plate-forme de pierre surélevée où Jésus faisait face à Pilate[48]. James Charlesworth considère cet endroit d'une grande importance archéologique et déclare que les érudits modernes pensent que cet endroit se trouvait sur la place publique juste à l'extérieur du prétoire de Jérusalem et était pavé de grosses pierres[50].
- Gethsémani : Dans les évangiles, immédiatement après la Cène, Jésus et ses disciples se rendent au jardin de Gethsémani, lieu des épisodes de l'Agonie dans le jardin et de l'Arrestation de Jésus[51].
- Jéricho : L'épisode de la guérison les aveugles près de Jéricho fait référence à Bartimée, l'une des deux personnes nommées et guéries dans les évangiles[52].
- Mont des Oliviers : Cette montagne apparaît dans un certain nombre d'épisodes du Nouveau Testament, et le discours d'Olivet porte son nom. Dans l'épisode de l'Entrée triomphale à Jérusalem, Jésus descend du mont des Oliviers vers Jérusalem et la foule pose ses vêtements par terre pour l'accueillir[53]. Dans Actes 1:9-12, l'Ascension de Jésus a lieu près de cette montagne.
- Temple de Jérusalem : Le Temple est présenté dans l'incident de l'expulsion des marchands du Temple[54].

### Autres lieux
- Égypte : l'épisode de la fuite en Égypte dans l'Évangile selon Saint Matthieu se déroule après la naissance de Jésus. La Sainte Famille s'enfuit en Égypte avant de retourner en Galilée quelques années plus tard[55],[56],[57].
- La région de Tyr et de Sidon (Marc 7:24-30 et Matthieu 15:21-28), dans ce qui avait été autrefois la Phénicie, était devenue à l'époque de Jésus une partie de la Syrie romaine, aujourd'hui située au sud du Liban. Là, Jésus a enlevé le démon de la fille d'une femme syro-phénicienne.
- Césarée de Philippe ("les villages autour de Césarée de Philippe") : la capitale de la Tétrarchie de Philippe est mentionnée dans Marc 8 :27. Ses environs sont le premier endroit où Jésus prédit sa mort (Marc 8 :31)[58]. Ce domaine est également important dans le Nouveau Testament car, juste avant d'y entrer dans l'épisode de la Confession de Pierre, Jésus demande à ses disciples « qui pensez-vous que je suis ? », produisant la réponse « Tu es le Christ de Dieu » de l'Apôtre Pierre dans Matthieu 16 :13-20, Marc 8 :27-29 et Luc 9 :18-20[59],[60].
- Chemin de Damas : Dans les Actes des Apôtres 9, 22 et 26, ce chemin est le lieu de la conversion de l'apôtre Paul. Il est également mentionné dans les épîtres pauliniennes[61],[62].

## Archéologie

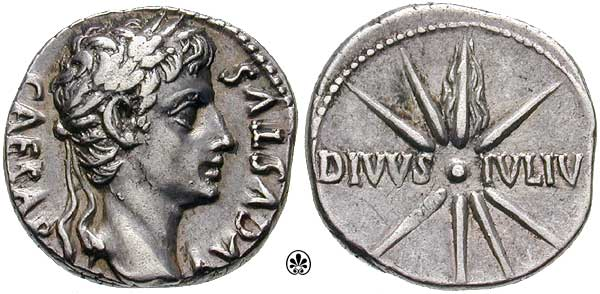
Un denier d'Auguste, indiquant CAESAR AVGVSTVS, et au revers DIVVSIVLIV(S), que l'ensemble de la population considérait comme le Fils de Dieu,.

Aucun document écrit par Jésus n'existe, et aucun vestige archéologique spécifique ne lui est directement attribué. Le XXIe siècle est témoin d'une augmentation de l'intérêt des chercheurs pour l'utilisation intégrée de l'archéologie en tant qu'élément de recherche supplémentaire pour parvenir à une meilleure compréhension du Jésus historique en éclairant le contexte socio-économique et politique de son époque,,,,,.
James Charlesworth déclare que peu d'érudits modernes veulent maintenant ignorer les découvertes archéologiques qui clarifient la nature de la vie en Galilée et en Judée à l'époque de Jésus. Jonathan Reed déclare que la principale contribution de l'archéologie à l'étude du Jésus historique est la reconstruction de son monde social. Un exemple d'élément archéologique mentionné par Reed est la découverte en 1961 de la pierre de Pilate, qui mentionne le préfet romain Ponce Pilate, par l'ordre duquel Jésus a été crucifié,,.
Jonathan Reed déclare également que les découvertes archéologiques liées à la monnaie peuvent éclairer l'analyse critique historique. À titre d'exemple, il se réfère aux pièces de monnaie portant l'inscription Divi filius. Bien que l'empereur romain Auguste se soit appelé Divi filius et non Dei filius (Fils de Dieu), la frontière entre être dieu et semblable à un dieu était parfois moins claire pour la population dans son ensemble, et la cour romaine semble avoir été consciente de la nécessité de maintenir l'ambiguïté,. Plus tard, Tibère, qui était empereur à l'époque de Jésus, est venu à être accepté comme le fils de divus Augustus. Reed discute de cette monnaie dans le contexte de Marc 12: 13-17 (connu sous le nom de Rendez à César ce qui est à César…) dans lequel Jésus demande à ses disciples de regarder une pièce : Dont c'est ça le portrait ? Et dont l'inscription ? puis leur conseille de rendre à César les choses qui sont à César, et à Dieu les choses qui sont à Dieu. Reed déclare que « la réponse devient beaucoup plus subversive quand on sait que la monnaie romaine proclamait que César était Dieu ».
De son côté, David Gowler déclare qu'une étude scientifique interdisciplinaire de l'archéologie, de l'analyse textuelle et du contexte historique peut faire la lumière sur Jésus et ses enseignements. Un exemple est les études archéologiques à Capharnaüm. Malgré les références fréquentes à Capharnaüm dans le Nouveau Testament, on en parle peu là-bas. Cependant, des preuves archéologiques récentes montrent que, contrairement aux hypothèses antérieures, Capharnaüm était pauvre et petit, sans même un forum ou une agora,. Cette découverte archéologique résonne donc bien avec l'opinion scientifique selon laquelle Jésus préconisait le partage réciproque parmi les démunis de cette région de Galilée. D'autres découvertes archéologiques soutiennent la richesse des prêtres au pouvoir en Judée au début du premier siècle,.